# Кејси Раглс
Кејси Раглс, код нас и Кејси Рагли (енгл. Casey Ruggles; 1949—1954) је амерички стрип који је излазио у каишевима у дневним новинама, као и преко целе стране викенд издања новина. Писао га је и цртао Ворен Тафтс са сарадницима.
Као и други Тафтсов стрип Ленс, и овај серијал је високо оцењен у стрипској критици. На српском језику стрип је објављиван од 1953. године под разним именима („Бук Кеси“, „Кејси Рагли“, „Кејси Раглерс“ итд).

## Радња
Радња се одвија на Западној обали Сједињених Америчких Држава у првој половини 19. века.
Бивши наредник америчке војске Кејси Раглс је пустолов на Старом Западу. У Калифорнији, за време златне грознице, он наилази на такве историјске личности као што су Кит Карсон, Вилијам Фарго, Милард Филмор, Жан Лафит и Хенри Велс.

## Стрипографија

### Изворне епизоде
- Дневни и недељни наставци
- Дневне приче
- Дневни 1950.
- Дневни 1951.
- Дневни 1952.
- Дневни 1953.
- Дневни 1954.
- Недељне приче
- 1950.
- 1951.
- 1952.
- 1953.
- 1954.

### Преводи на српски у магазинима
„Дуга“, Београд (као „Бук Кеси“)
- Дугин магазин, 1953.[2]

„Дневник“, Нови Сад (као „Кејси Раглерс“)
- Панорама (епизода: „Пирати Мисисипија“), 1953.
- X-100 Нова серија, број 126, 1965.

„Дечје новине“, Горњи Милановац (као „Кејси Рагли“)
- Екс алманах, бројеви 173, 176, 179, 180, 182 и 183, година 1979.[3]

„Ослобођење“, Сарајево (као „Кејси Раглс“)
- Стрип арт, бр 25, 1982.[4]